# Dysdera spasskyi
Dysdera spasskyi este o specie de păianjeni din genul Dysdera, familia Dysderidae, descrisă de Charitonov, 1956. Conform Catalogue of Life specia Dysdera spasskyi nu are subspecii cunoscute.